# Последние новости
«Последние новости» — русскоязычная газета, издаваемая в Париже с 1920 по 1940 год. Являлась самой популярной и влиятельной газетой первой русской эмиграции.

## История
Газета «Последние новости» начала выходить 27 апреля 1920 года. Её первым редактором являлся М. Л. Гольдштейн (бывший редактор «Вечернего времени»). Она имела леворадикальное направление, была внепартийной и стала первым серьёзным изданием русской эмиграции. Однако менее чем через год Гольдштейн продал газету, и она стала органом Республиканско-демократического объединения. 1 марта 1921 года газета вышла под редакцией М. М. Винавера, А. И. Коновалова и В. А. Харламова, главным редактором стал П. Н. Милюков. Помощником Милюкова был А. А. Поляков.
В первые годы газета выходила на четырех полосах, затем на шести, а с 1931 г. на восьми полосах. Грамотная редакционная политика П. Н. Милюкова способствовала росту популярности газеты среди русских эмигрантов Парижа. Привлечение известных журналистов, публицистов и писателей в качестве сотрудников и авторов газеты увеличивало число читателей и подписчиков, вскоре «Последние новости» достигли тиражей, сопоставимых с французскими газетами (уже в начале 1930-х печаталось больше 30 000 экземпляров, иногда тираж доходил до 35 000), а читатели появились не только во Франции, но и во всей Европе.
Последний, 7015 номер газеты вышел 11 июня 1940 года. 14 июня, за несколько часов до прихода немцев в Париж, газета прекратила существование.

## Сотрудники и авторы
Главным редактором газеты до 1921 года был М. Л. Гольдштейн, с 1921 года до 1941 год — П. Н. Милюков. Редакторами газеты были М. М. Винавер, А. И. Коновалов, В. А. Харламов. Журналистами в разные годы работали М. А. Алданов, М. Ю. Бенедиктов, Н. П. Вакар, Н. В. Калишевич, А. Б. Петрищев, Андрей Седых, А. А. Поляков, С. Г. Сумской и другие.
Среди публицистов были Е. Д. Кускова, В. А. Мякотин, В. А. Оболенский, С. Н. Прокопович, С. Л. Поляков-Литовцев, Бор. Мирский, Л. М. Неманов, А. М. Кулишер (Юниус), В. Е. Жаботинский, Ст. Иванович (В. Талин), Дионео, И. Л. Солоневич. Также в газете сотрудничали Ю. Делевский, Дон Аминадо, Вл. Азов, Г. В. Адамович, В. В. Вейдле, Г. Л. Лозинский, В. Ф. Ходасевич, Антон Крайний (З. Гиппиус), С. М. Волконский, Андрей Левинсон, Б. Ф. Шлёцер, А. Н. Бенуа, В. А. Маклаков, Н. А. Бердяев,  Е. А. Зноско-Боровский, М.А.Пескин.
На «литературной странице», выходившей каждый четверг, печатались такие авторы, как И. А. Бунин, М. А. Алданов, А. М. Ремизов, Тэффи, К. Д. Бальмонт, Б. К. Зайцев, С. С. Юшкевич, В. В. Набоков (Сирин), Г. В. Иванов, М. О. Цетлин, Саша Чёрный, Д. С. Мережковский, А. Т. Аверченко, М. А. Осоргин, Б. Ю. Поплавский, Д. Кнут, Л. Ф. Зуров, Г. Н. Кузнецова, М. А. Струве, А. П. Ладинский, Н. Н. Берберова, С. Р. Минцлов, И. В. Одоевцева.

### Росписи и указатели содержания:
- Статьи о литературе и культуре в газете «Последние новости» (Париж, 1920–1925) / Сост. Н.Ю. Симбирцева, Т.Г. Петрова // Литературоведческий журнал. 2004. №18. С. 289–369 [1920–1925 гг.]; 2005. № 19. С. 260–426 [1926–1929 гг.]; 2006. № 20. С. 164–270 [1930–1931 гг.]; 2007. № 21. С. 168–264 [1932–1933 гг.]; 2008. № 22. С. 325–407 [1934–1935 гг.], № 23. С. 252–333 [1936–1937 гг.]; 2009. № 24. С. 243–300 [1938–1940 гг.].
- Трофимова М. Кн. С.М. Волконский – театральный критик газеты «Последние новости»: Библиографическая хроника // Revue des Études slaves. Paris, 1992. T. LXIV, fasc. 4. C. 735–772.
- Георгий Адамович в «Последних новостях»: Материалы к библиографии / Сост. и предисл. О.А. Коростелев // Ежегодник Дома русского зарубежья имени Александра Солженицына. 2010. М.: Дом русского зарубежья имени Александра Солженицына, 2010. С. 517–590.
- Interventi di Don Aminado sul quotidiano «Poslednie novosti», 1920–1940 [Публикации Дон-Аминадо в газете «Последние новости»] // Caratozzolo M. Don Aminado: Un voce russa a Parigi tra le due guerre. Bari: Stilo Editrice, 2013. P. 185–280.

### Издания по материалам газеты:
- Бенуа А. Художественные письма: 1930–1936: газета «Последние новости» / Сост. И.П. Хабаров; Вступ. ст. Г.Ю. Стернина. М.: Галарт, 1997. – 408 с.
- Адамович Г.В. Собрание сочинений: Литературные заметки. Кн. 1 («Последние новости» 1928–1931) / Сост., послесл. и примеч. О.А. Коростелев. – СПб.: Алетейя, 2002. – 786 с.
- Адамович Г.В. Собрание сочинений: Литературные заметки. Кн. 2 («Последние новости» 1932–1933) / Сост., послесл. и примеч. О.А. Коростелев. – СПб.: Алетейя, 2007. – 512 с.

### Статьи и публикации:
- «Последние новости»: Юбилейный сборник, 27 апреля 1920–1930. – Париж, 1930. – 64, XXIV с., ил.
- Мальчики и девочки: Зинаида Гиппиус и В. Талин в парижской газете «Последние новости» / Публ., вступ. статья и коммент. М. Долинского, И. Шайтанова // Октябрь. 1991. № 9. С. 160–178.
- Александров С.А. Газета «Последние новости». Париж (1920–1940 гг.) // Россия и современный мир. М., 1994. Вып. 2. С. 180–186.
- Бирман М. В одной редакции (О тех, кто создавал газету «Последние новости») // Евреи в культуре русского зарубежья. Т. 3: 1939–1960 гг. / Сост. и изд. М. Пархомовский. Иерусалим, 1994. С. 147–169.
- Александров С.А. Лидер российских кадетов П.Н. Милюков в эмиграции. М.: АИРО-ХХ, 1996. С. 62–82.
- Яковлева Т.А. Пути возрождения: Идеи и судьбы эмигрантской печати П.Б. Струве, П.Н. Милюкова и А.Ф. Керенского. Иркутск: Изд-во Иркутской экон. академии, 1996. 216 с.
- Купцова И.В. Художественная жизнь «Русского Парижа» на страницах газеты «Последние новости» // Российское Зарубежье: история и современность. М., 1998. С. 170–177; то же: Купцова И.В. Художественная жизнь «Русского Парижа» на страницах газеты «Последние новости» 1920–1922 гг.) // Культурная миссия российского зарубежья: История и современность: Сборник статей. Министерство культуры РФ; Российский институт культурологии / Отв. ред. Э.А. Шулепова. М., 1999. С. 177–193.
- Никитина А.С. Редакторская деятельность П.Н. Милюкова в газете «Последние новости» в 1921 году // Зарубежная Россия 1917–1939 гг.: Сборник статей / Отв. ред. В. Ю. Черняев. СПб.: Suomin Pietarin, Европейский Дом, 2000. С. 25–29.
- Петрова Т. Г. «Последние новости» // Литературная энциклопедия русского зарубежья, 1918—1940 : в 4 т. / РАН Ин-т науч. информации по общественным наукам ; гл. ред. А. Н. Николюкин. — 2-е изд. — М. : РОССПЭН, 2000. — Т. 2 : Периодика и литературные центры. — С. 319—329. — ISBN 5-8243-0097-6 (т. 2).
- Дон-Аминадо. Друг «Последних новостей» [Слово о В. Е. Жаботинском] / Публ. А. Иванова // Русские евреи во Франции: Статьи, публикации, мемуары и эссе. Кн. 1. Русское еврейство в зарубежье. Том 3 (8). / Ред.-сост. М. Пархомовский, Д. Гузевич. Иерусалим, 2001. С. 14–29.
- Коростелев О.А. Георгий Адамович в газете Милюкова «Последние новости» // Адамович Г.В. Собрание сочинений: Литературные заметки. Кн. 1 («Последние новости» 1928–1931). СПб.: Алетейя, 2002. С. 5–26; то же: Коростелев О. А. От Адамовича до Цветаевой: Литература, критика, печать Русского зарубежья. СПб.: Издательство им. Н.И. Новикова; Издательский дом «Галина скрипсит», 2013. С. 113–122.
- Никитина А.С. Жизнь русской эмиграции на страницах «Последних новостей» 1920–1921 гг. // Зарубежная Россия. 1917–1939. СПб., 2003. Кн. 2. С. 103.
- Рыбинская Н.В. Н.А. Тэффи – публицист газеты «Последние новости»: 1920–1940: диссертация ... кандидата филологических наук: 10.01.10 / МГУ: Факультет журналистики. М., 2005. – 205 с.
- Bonola A. I russi di Francia verso il bilinguismo: Gli annunci pubblicitari di «Poslednie novosti» (1920–1929) // Dopo la Russia (in Francia) / A cura di A. Bonola e M. Calusio. Milano, 2005. С. 13–31.
- Богомолов Н.А. Современная французская литература на страницах газеты «Последние новости» (1921–1923) // Русские писатели в Париже: Взгляд на французскую литературу. 1920–1940. М., 2007. С. 28–42.
- Добрицын А.А. Освещение европейской (преимущественно французской) литературы в газете «Последние новости» в 1932–1933 гг. // Русские писатели в Париже: Взгляд на французскую литературу. 1920–1940. М., 2007. С. 113–136.
- Базанов П.Н. «Последние новости» // Базанов П.Н. Издательская деятельность политических организаций русской эмиграции (1917–1988 гг.). 2 изд., испр. и дополн.: СПб.: СПбГУКИ, 2008. С. 97–99.
- Родионова Н.А. Публицистика Ю.Л. Сазоновой-Слонимской как источник по проблеме межкультурного диалога в условиях эмиграции (на основе публикаций в газете «Последние новости») // Проблемы источниковедения и историографии. Калининград, 2009. Вып. 5. С. 5–14.
- Головня М.О. «Последние новости» об экономическом и внешнеполитическом положении советской России в 1920-е гг. // История и историки. 2008: Историографический вестник / Рос. акад. наук, Ин-т рос. истории; Отв. ред. А.Н. Сахаров. М.: Гриф и К, 2010. С. 335–362.
- Петрова Т.Г. Рецепция творчества И.А. Бунина в критическом сознании русского зарубежья. (По страницам газеты «Последние новости») // Ежегодник Дома русского зарубежья имени Александра Солженицына, 2011 / [Отв. ред. Н.Ф. Гриценко]. М.: Дом русского зарубежья имени Александра Солженицына, 2011. С. 98–120.
- Кудрявцев В.Б. «Последние новости» // Кудрявцев В.Б. Периодические и непериодические коллективные издания русского зарубежья (1918–1941): Опыт расширенного справочника: В 2 ч. Ч. 1. М.: Русский путь, 2011. С. 614–618.